# Tomasz Janta
Tomasz Janta (ur. w Prudniku) – polski działacz społeczny, powstaniec śląski.

## Życiorys
Pochodził z Prudnika. Był jednym z dowódców I powstania śląskiego. Po zakończeniu powstania zamieszkał w Chropaczowie. 7 sierpnia 1921 został przewodniczącym Związku Inwalidów Wojennych powiatu bytomskiego. 7 stycznia 1924 został ławnikiem Związku Urzędników Celnych województwa śląskiego.

## Odznaczenia
- Medal Niepodległości (5 sierpnia 1938)[4]
- Brązowy Krzyż Zasługi (6 listopada 2006)[5]